# Азатов, Арсен Азатович
Арсен Азатович Азатов (каз. Азатов Арсен Азатович; род. 30 августа 2003, Талдыкорган) — казахстанский футболист, защитник клуба АКАС.

## Карьера

### «Кайрат»
Воспитанник футбольной академии «Кайрата». В 2021 году футболист начал выступать за вторую команду клуба «Кайрат-Жастар». Дебютировал за клуб футболист 11 сентября 2021 года в матче против клуба «Кыран», выйдя на поле в стартовом составе. В начале 2022 года футболист полноценно стал выступать за второй состав клуба. Дебютным забитым голом за вторую команду клуба футболист отличился 10 июля 2022 года в матче против клуба «Астана-Жастар». Вскоре футболист впервые попал в заявку основной команды клуба на матч Кубка Казахстана, однако на поле так и не вышел, оставшись на скамейке запасных. В следующем сезоне 2023 года футболист продолжал выступать за резервную команду, за которую в общем времени успел отличиться 4 забитыми голами и 3 результативными передачами. В августе 2023 года футболист покинул клуб.

### «Кайсар»
В феврале 2024 года футболист на правах свободного агента присоединился к казахстанскому «Кайсару», отправившись выступать за вторую команду клуба. Дебютировал за клуб футболист 10 апреля 2024 года в матче против клуба «SD Family», выйдя на поле в стартовом составе и отыграв лишь первый тайм. Первую половину сезона футболист провёл за клуб как один из основных игроков, однако в середине июля 2024 года выбыл из распоряжения клуба до конца сезона, так и не отличившись результативными действиями. По итогу сезона футболист вместе с клубом завершил чемпионат на итоговом четвёртом месте. По окончании сезона футболист покинул клуб.

### «Молодечно-2018»
В феврале 2025 года футболист на правах свободного агента присоединился к белорусскому клубу «Молодечно-2018», подписав контракт до конца сезона. Дебютировал за клуб футболист 15 марта 2025 года в матче против гродненского «Немана», выйдя на поле в стартовом составе. Футболист успел провести за белорусский клуб всего лишь 4 матча, после чего тот в середине апреля 2025 года перестал получать игровую практику, оставаясь постоянно на скамейке запасных. Также футболист результативными действиями за клуб не отличился. В середине июня 2025 года молодечненский клуб объявил о прекращении сотрудничества с футболистом, расторгнув контракт по соглашению сторон.

### АКАС
В июле 2025 года на правах свободного агента присоединился к клубу АКАС, подписав контракт до коцна сезона. Дебютировал за клуб 25 июля 2025 года в матче против клуба «SD Family», выйдя на поле в стартовом составе.

## Международная карьера
В 2018 году футболист стал выступать за юношеские сборные Казахстана. В октябре 2018 года в составе юношеской сборной Казахстана до 17 лет принимал участие в квалификационных матчах юношеского чемпионата Европы. В ноябре 2019 года вместе сюношеской сборной Казахстана до 19 лет выступал на квалификациях юношеского чемпионата Европы.